# Puccinia verbesinae
Puccinia verbesinae ist eine Ständerpilzart aus der Ordnung der Rostpilze (Pucciniales). Der Pilz ist ein Endoparasit von Korbblütlern der Gattung Verbesina. Symptome des Befalls durch die Art sind Rostflecken und Pusteln auf den Blattoberflächen der Wirtspflanzen. Sie ist im Südosten der USA verbreitet.

## Merkmale

### Makroskopische Merkmale
Puccinia verbesinae ist mit bloßem Auge nur anhand der auf der Oberfläche des Wirtes hervortretenden Sporenlager zu erkennen. Sie wachsen in Nestern, die als gelbliche bis braune Flecken und Pusteln auf den Blattoberflächen erscheinen.

### Mikroskopische Merkmale
Das Myzel von Puccinia verbesinae wächst wie bei allen Puccinia-Arten interzellulär und bildet Saugfäden, die in das Speichergewebe des Wirtes wachsen. Ihre Spermogonien wachsen oberseitig auf den Wirtsblättern. Die blattunterseitig wachsenden Aecien der Art sind zylindrisch und bilden kleine Gruppen. Sie besitzen 20–25 × 17–20 µm große, hyaline und kugelige bis breitellipsoide Aeciosporen mit warziger Oberfläche. Die überwiegend blattunterseitig wachsenden Uredien des Pilzes sind zimtbraun. Ihre Uredosporen sind 20–24 × 19–23 µm groß, eiförmig bis dreieckig eiförmig, zimtbraun und stachelwarzig. Die blattunterseitig wachsenden Telien der Art sind schwarzbraun, mehr oder weniger pulverig und unbedeckt. Die kastanienbraunen Teliosporen sind zweizellig, in der Regel breitellipsoid und 36–42 × 24–28 µm groß. Ihre Stiele sind bis zu 65 µm lang.

## Verbreitung
Das bekannte Verbreitungsgebiet von Puccinia verbesinae umfasst den Südosten der Vereinigten Staaten und Mexiko.

## Ökologie
Die Wirtspflanzen von Puccinia verbesinae sind Verbesina alternifolia und V. occidentalis. Der Pilz ernährt sich von den im Speichergewebe der Pflanzen vorhandenen Nährstoffen, seine Sporenlager brechen später durch die Blattoberfläche und setzen Sporen frei. Die Art durchläuft einen Entwicklungszyklus mit Spermogonien, Aecien, Telien und Uredien, vollzieht aber keinen Wirtswechsel.